# Kerry Saxby-Junna
Kerry-Anne Saxby-Junna (2 giugno 1961) è un'ex marciatrice australiana.

## Palmarès

### Mondiali
- 2 medaglie:
  - 1 argento (Roma 1987 nella marcia 10 km)
  - 1 bronzo (Siviglia 1999 nella marcia 20 km)

### Mondiali indoor
- 3 medaglie:
  - 1 oro (Budapest 1989 nella marcia 3 km)
  - 2 argenti (Siviglia 1991 nella marcia 3 km; Toronto 1993 nella marcia 3 km)

### Mondiali a squadre
- 1 medaglia:
  - 1 argento (L'Hospitalet 1989 nella marcia 10 km)

### Giochi del Commonwealth
- 3 medaglie:
  - 2 ori (Auckland 1990 nella marcia 10 km; Victoria 1994 nella marcia 10 km)
  - 1 argento (Kuala Lumpur 1998 nella marcia 10 km)

### Goodwill Games
- 2 medaglie:
  - 1 oro (Mosca 1986 nella marcia 10 km)
  - 1 argento (Seattle 1990 nella marcia 10 km)